# Ptolemej IV. Filopator
Ptolemej IV. Filopator (grčki: Πτολεμαῖος Φιλοπάτωρ}, Ptolemaĩos Philopátōr, ? - 205./4. pr. Kr.) bio je četvrti po redu helenistički kralj Egipta, koji je vladao od 221. do 204. pr. Kr. Njegova vladavina se obično smatra početkom slabljenja ptolemejevićke dinastije, odnosno dotada moćne i prosperitetne helenističke egipatske države.
Ptolemej Filopator je bio sin kralja Ptolemeja III. Euergeta i Berenike II., kćerke kirenskog kralja Maga. Već na početku njegove vladavine majka mu je ubijena, tako da je kralj od tada bio pod uticajem dvorjana i jednog i drugog spola. Ovi dvorjani su poticali Ptolemejeve poroke i usmjeravali njegovu vladavinu u skladu s vlastitim interesima. Ipak, Egipat je spremno dočekao napad seleukidskog kralja Antioha III. Velikog na Koele-Siriju. Ptolemej je nominalno predvodio svoju vojsku u pobjedi kod Rafije 217. god. pre pr. Kr. poslije čega su sjeverne granice njegove kraljevine bile osigurane od napada Seleukida.
Pohodi Ptolemejevića u Siriji okončani su zahvaljujući pobuni domorodačkog stanovništva u Gornjem Egiptu. Na samom kraju Ptolemejeve vladavine Gornjim Egiptom je 205. god. pr. Kr zavladao faraon nubijskog porijekla Hugronafor. Samim tim, sve do 186. god. pr. Kr. Gornji Egipat je bio posebna država van domašaja Ptolemejevića.
Za Ptolemeja Filopatora je poznato i da je bio posvećen u razne orgijastičke kultove, kao i da ga je zanimala književnost. Podigao je hram posvećen Homeru i sastavio tragediju na koju je njegov ljubimac Agatokle napisao komentare. Oko 220. godine pr. Kr Ptolemej se, u skladu s običajima staroegipatskih faraona, oženio rođenom sestrom Arsinojom III. I pored toga, i dalje je bio pod uticajem ljubavnice Agatokleje, Agatoklove sestre. 
Kaliksen s Rodosa u 3. stoljeću pr. Kr. kao i Atenej iz Naukratide u 2. stoljeću pr. Kr. zapisali su da je Ptolemej Filopator sagradio ogroman brod poznat pod nazivom tesarakonter ili možda ipak  (doslovno "četrdeset"). Broj četdreset se u slučaju ovog broda odnosio na broj redova vesla. Kasnije, u 2. stoljeću nove ere i Plutarh je spomenuo ovo plovilo u svojoj biografiji Demetrija Poliorketa. Danas se smatra da je ovaj ogromni brod mogao biti katamaran dugačak 128 metara.
Ptolemej IV se također spominje i u apokrifnoj Trećoj knjizi o Makabejcima, koja opisuje događaje u Jeruzalemu i Aleksandriji u vrijeme bitke kod Rafije.

## Vanjske poveznice
- Ptolemy Philopator I at LacusCurtius — (Chapter VII of E. R. Bevan's House of Ptolemy, 1923)
- Ptolemy IV  Arhivirana inačica izvorne stranice od 9. travnja 2005. (Wayback Machine) — (Egyptian Royal Genealogy)
- The great revolt of the Egyptians:205–186 BC  Arhivirana inačica izvorne stranice od 11. ožujka 2007. (Wayback Machine) (2004)
- Ptolemy IV Philopator entry in historical sourcebook by Mahlon H. Smith

| Prethodnik:           | Egipatski faraoni (Ptolemejevići) | Nasljednik:        |
| Ptolemej III. Euerget | Egipatski faraoni (Ptolemejevići) | Ptolemej V. Epifan |